# Крючник
Крю́чник — наёмный рабочий в России в XVIII — первой трети XX века, переносящий тяжести на спине с помощью особого железного крюка (отсюда название). Труд крючников особенно широко использовался в Рыбинске при перегрузке товаров (чаще всего хлеба) с низовы́х на верховы́е речные суда, идущие до Санкт-Петербурга. В отдельные годы конца XIX века в Рыбинске работало до 3600 организованных в артели крючников.
В крючники нанимались чаще всего крестьяне ближайших к Рыбинску уездов, а также мещане и отставные солдаты. Прибыв в Рыбинск, крючники обыкновенно объединялись в артели по 12 человек. Они избирали из своей среды старосту (батыря) и затем поступали в распоряжение особых подрядчиков, которые и обеспечивали их работой. Некоторые из этих подрядчиков имели в своём распоряжении до тридцати и более артелей. В зависимости от конъюнктуры крючники нанимались на работу до Петрова дня (29 июня по ст. стилю), до Казанской (8 июля по ст. стилю) или на всё лето.
Каждая артель крючников состояла обычно из выставщиков, горбачей и батыря. Четыре выставщика подавали кули со дна баржи и ставили их на  «выставку», находящуюся на палубе судна. Отсюда четыре горбача подхватывали кули на плечи, причём им помогали остальные артельщики, которые затем их и сменяли. Куль, перенесённый горбачом на другое судно или иное место, укладывался там по указанию батыря. За сутки каждый горбач переносил в среднем от 200 до 400 кулей. Деньги за работу получал подрядчик, который затем рассчитывался с каждой из своих артелей, удерживая при этом сумму за свои хлопоты по организации работ. Пищей и платьем крючники обеспечивали себя сами.
Основными приспособлениями крючников были железный крюк и седёлка (закреплённая на холщовых лямках и надеваемая на спину опора для переносимого груза). С помощью крюка куль с товаром поднимался и удерживался на седёлке. Седёлка же, помимо того что служила опорой для куля, также предохраняла спину крючника от чрезмерного натирания.
Чрезмерное напряжение мускулов и постоянное давление значительной тяжести (от 66 до 200 кг) на все части тела порождали у крючников грыжи, потерю упругости в мышцах ног и хронические боли в области поясницы, на которую при переноске и приходилась вся тяжесть. Также крючники не были застрахованы от случайных падений с ношей в воду с ушибами и увечьями. Уже к 40 годам многие крючники становились дряхлыми и мало на что способными инвалидами.
В начале XX века, особенно в Первую русскую революцию 1905—1907 годов, организованные группы крючников иногда использовались полицией в качестве живой силы для разгона забастовок, маёвок и демонстраций.